# Dialeurodes delhiensis
Dialeurodes delhiensis là một loài côn trùng cánh nửa trong họ Aleyrodidae, phân họ Aleyrodinae.
Dialeurodes delhiensis được David & Sundararaj miêu tả khoa học đầu tiên năm 1992.